# 荚状卷积云
荚状卷积云（学名：Cirrocumulus lenticularis，缩写： Cc len )，是卷积云的一种。荚状卷积云由片状的、形似透镜或杏仁的云组成。云体通常被拉得很长，且有清晰可辨的轮廓。云体在一定程度上相互分离，通体光滑，云身洁白，有时会有虹彩出现。